# Кромбах (Баварія)
Кромбах (нім. Krombach) — громада в Німеччині, розташована в землі Баварія. Підпорядковується адміністративному округу Нижня Франконія. Входить до складу району Ашаффенбург. Складова частина об'єднання громад Шелькріппен.
Площа — 10,65 км2. Населення становить 2110 ос. (станом на 31 грудня 2020).

## Галерея

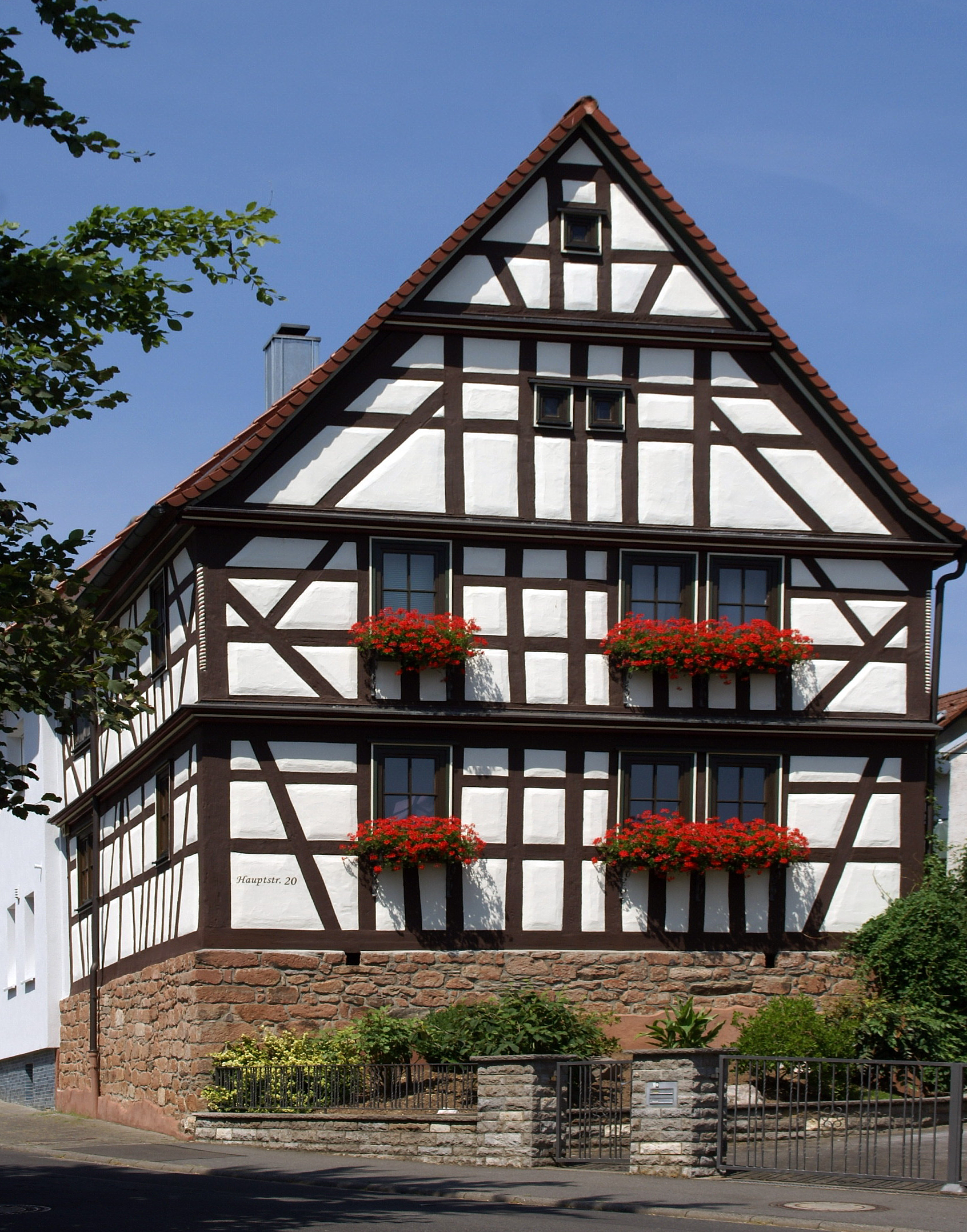
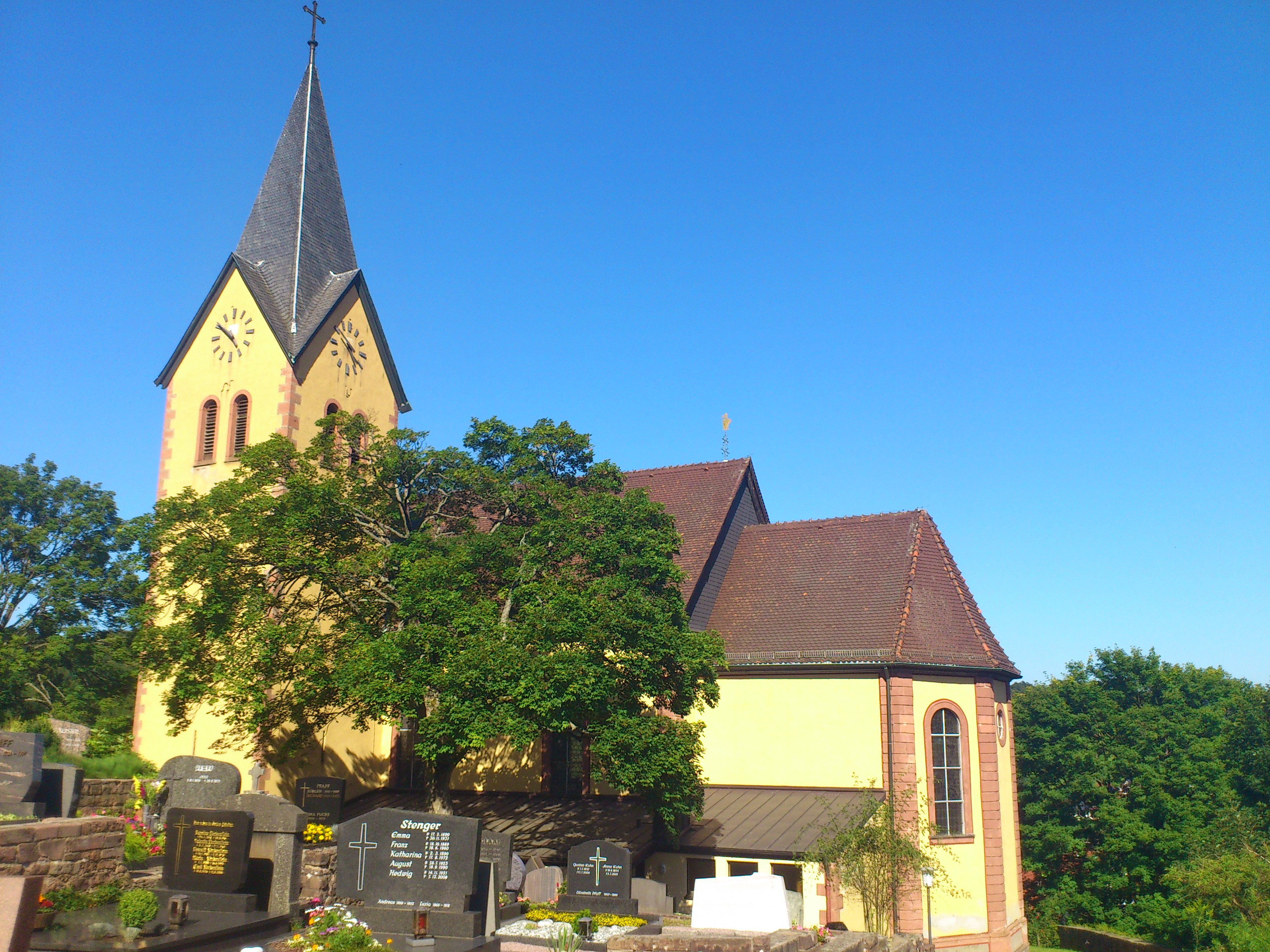
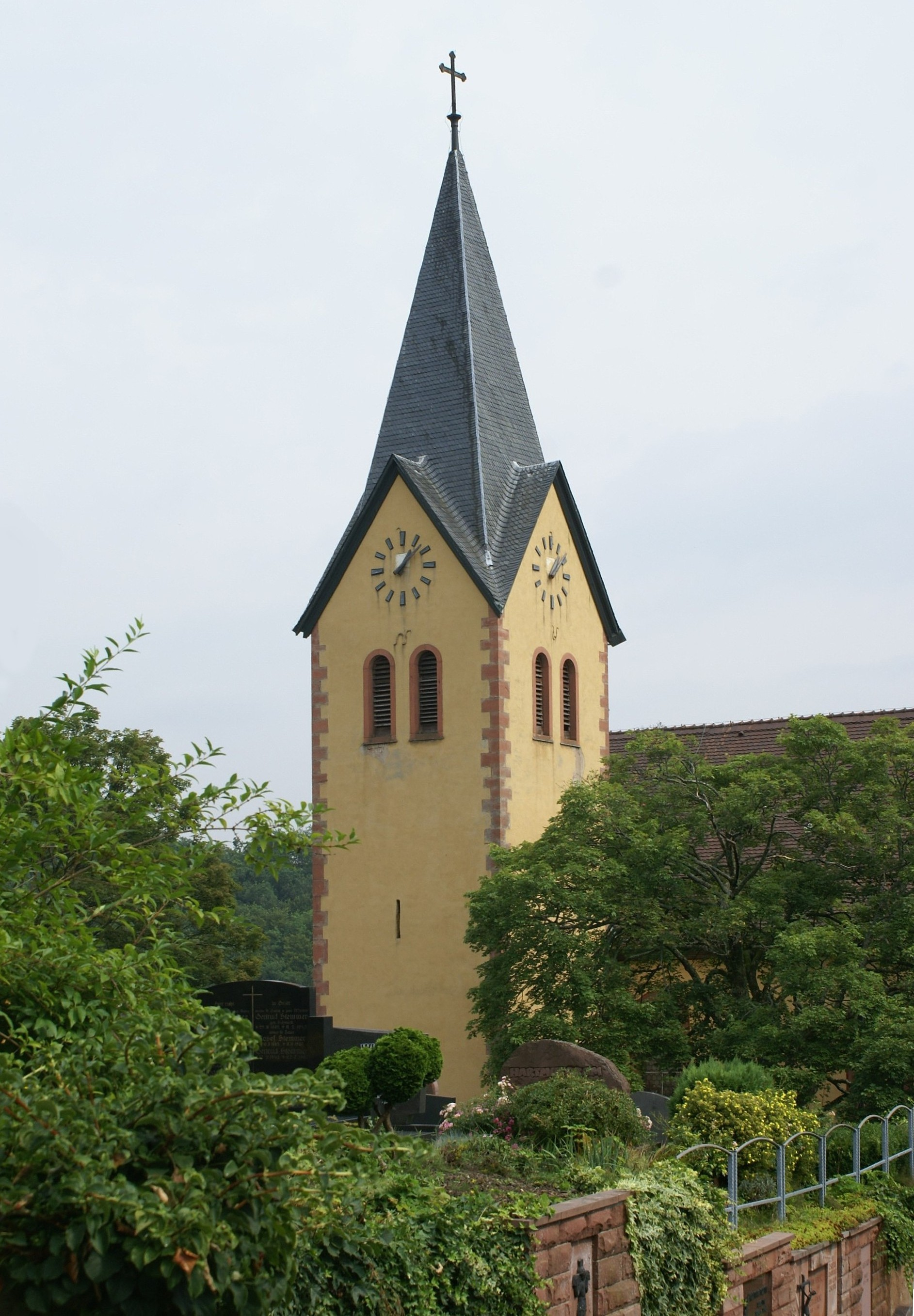
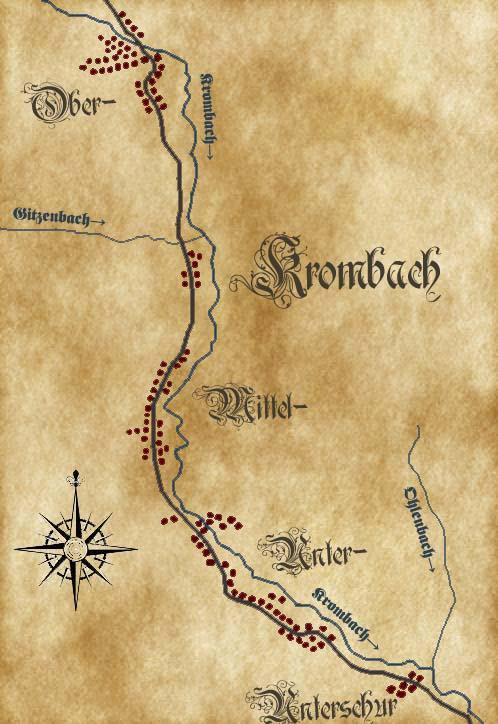
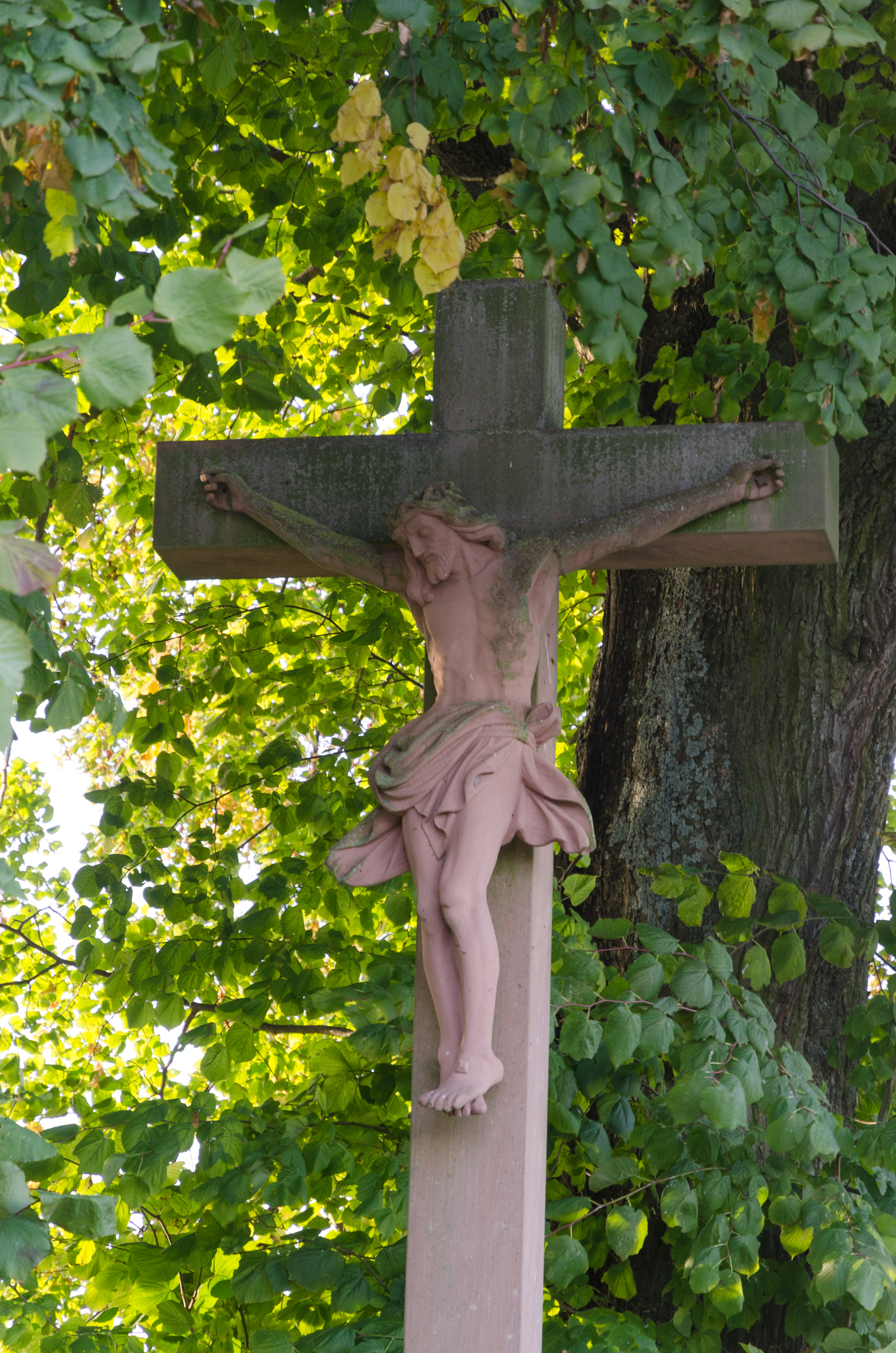